# Rhagodoca magna
Rhagodoca magna» es una especie de arácnido  del orden Solifugae de la familia Rhagodidae.

## Distribución geográfica
Se distribuye por Irán.